# Dittingen
Dittingen est une commune suisse du canton de Bâle-Campagne, située dans le district de Laufon.

## Histoire

Vue aérienne de 500 m par Walter Mittelholzer (1922)

Située dans une vallée latérale de la Birse, la commune de Dittingen est connue dès l'époque romaine pour ses carrières de pierre.
Si la première mention du nom de la commune (à l'époque appelée Tittingen) date de 1300, l'église Saint-Nicolas du village est antérieure à 1400 (le chœur et clocher datant de 1506).
Après avoir fait partie du diocèse de Bâle dès 1462, la commune est intégrée à la République rauracienne en 1792-1793 puis à la France (département du Mont-Terrible) jusqu'en 1815 où le Congrès de Vienne attribue l'ancien Évêché de Bâle au canton de Berne. Elle rejoindra finalement le demi-canton de Bâle-Campagne en 1994 à la suite des plébiscites en cascades du Jura.
Dittingen est une commune résidentielle d'ouvriers et d'employés (plus des deux tiers des habitants travaillent à l'extérieur de la commune en 2000) de la banlieue bâloise.

## Personnalités
- Jean Tschäni, dit le rebelle, allié de P. Péquignat durant les Troubles (1730-1740)
- Cenek Prazak, artiste-peintre (1914-1996)
- Claude Cueni, auteur en langue allemande des XXe et XXIe siècles, de mère jurassienne

## Blason
Le blason de la commune représente Saint Wendelin dans une robe noire muni d'un bâton et d'une sacoche dorée sur un fond de prairie verte. À sa droite et à sa gauche se trouvent deux arbres verts, le fond de l'écusson est blanc.

## Sources
- (de) Cet article est partiellement ou en totalité issu de l’article de Wikipédia en allemand intitulé « Dittingen » (voir la liste des auteurs).
- Daniel Hagmann, « Dittingen » dans le Dictionnaire historique de la Suisse en ligne, version du 23 janvier 2006.